# Orujo

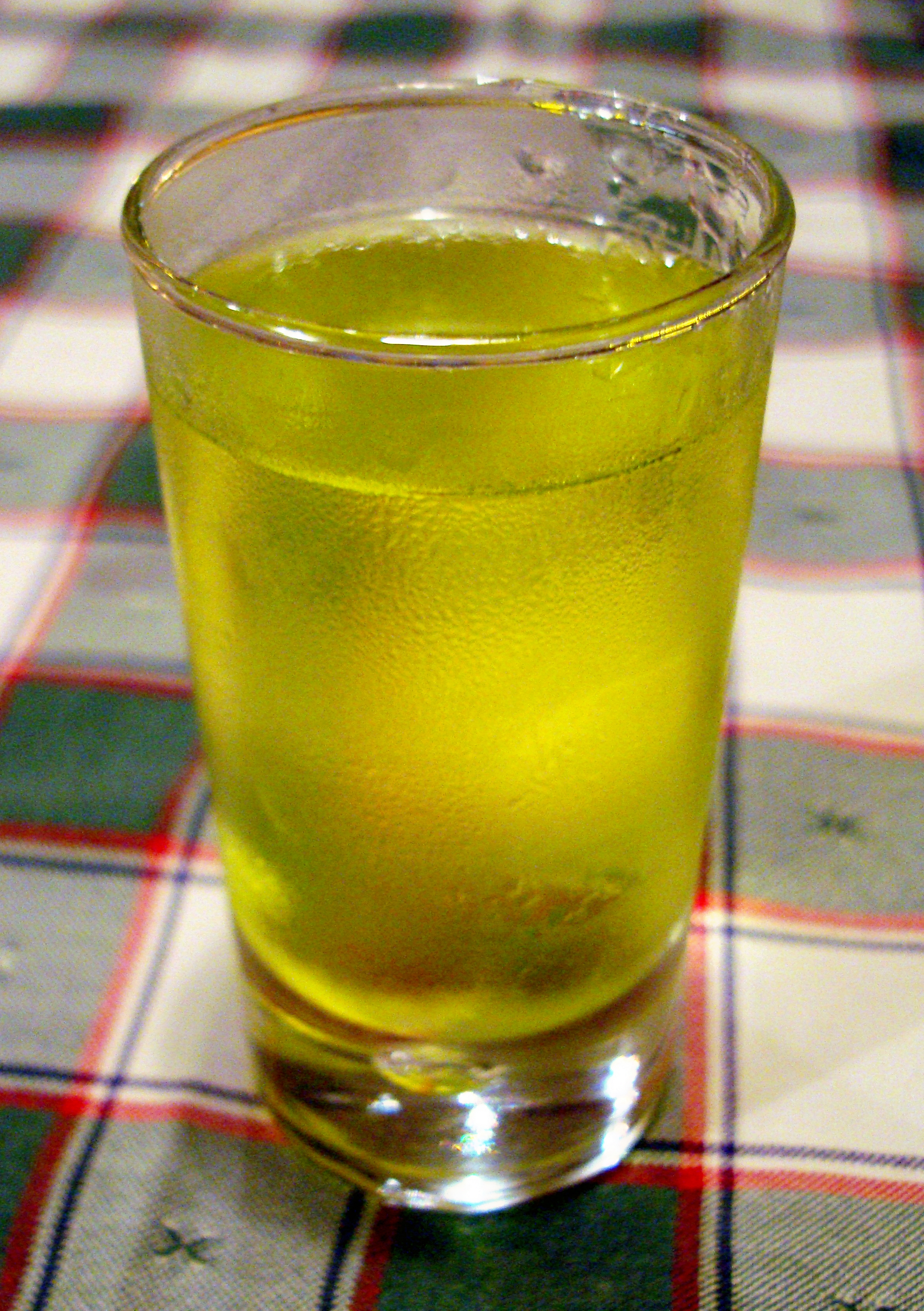
Orujo de hierbas.

El orujo, también conocido como aguardiente de orujo, es la bebida alcohólica destilada procedente del hollejo de uva. En ocasiones, de forma más genérica, se llama también orujo a cualquier tipo de aguardiente.

## Definición nominal
Orujo proviene etimológicamente del latín clásico “involucrum”, con el significado de envoltorio. En el latín tardío perdió la primera sílaba, convirtiéndose en “volucrum”, más cercano ya a “orujo”. El diccionario de la Real Academia Española da como primera acepción de orujo “hollejo de la uva, después de exprimida y sacada toda su sustancia”.  Como segunda acepción habla de “residuo de la aceituna molida y prensada, de la cual se saca aceite de inferior calidad”. Pero acoge una tercera acepción que dice "aguardiente". Aunque en estas dos acepciones ese diccionario sólo menciona la aceituna y la uva, al ocuparse de la palabra “caspia” la acredita como “orujo de manzana”.
La “brisa”, según el mismo diccionario, es un concreto orujo: el de la uva. Otra palabra castellana sinónima es casca. El diccionario de la RAE la define como “hollejo de la uva después de pisada y exprimida”.

### Fuera de la lengua castellana
Existe el término schnapps, que los ingleses escriben con dos pes y los alemanes con una sola pe: Schnaps. Es una palabra de origen medieval no latino, emparentada con grape —uva en inglés—, con grappe —racimo de uvas, en francés— y con las italianas grappo y grappolo —racimo— y grappo. Se llama “grappa” al “escarabajo"; es decir, a la raspa que queda del racimo, después de haberle quitado la uva. También significa, como segunda acepción, el aguardiente obtenido por destilación alcohólica de los orujos (vinacce).
En italiano la casca se llama “vinaccia”: “vinaccia vergine”, si no está fermentada y “vinaccia fermentata”, si lo está. En alemán se usan los términos "Tresterbranntwein" o "Tresterschnaps". Trester es el orujo propiamente dicho, es decir, el hollejo. En francés tanto el aguardiente de orujo como el orujo mismo son llamados “marc”. “Marc” proviene de “marcher” y hace referencia al prensado con los pies de la uva.
En inglés se ha acogido la palabra francesa “marc” para designar el aguardiente. Para designar la casca se emplea la palabra “pomace”, proveniente del latín “pomum”, que significa fruto, cualquier fruto y no sólo la manzana, llamada en latín “malum”. “Grape pomace” es el orujo de mosto y el orujo de vino es llamado “winery pomace”.
En portugués y en gallego la palabra usada es “bagaceira” o “bagazo”, que proviene de “bago”, que significa grano de uva, procedente a su vez del latín “baca”, que en castellano ha dado “baya”. El término sirve para designar tanto al aguardiente, como la casca con la que se hace. En Galicia el orujo se conoce como “augardente” o “caña”. En realidad "augardente" es una palabra muy genérica, que puede aplicarse a aguardientes distintos del orujo.
En catalán se dice "(aiguardent de) vinassa", "vi de premsa" o "(aiguardent de) brisa". Algún diccionario normativo acepta el castellanismo orujo, pronunciado /oɾ'uxo/.

## Tipos de orujos
Cuando se habla de orujo como bebida, se entiende por tal el destilado obtenido de los orujos u hollejos de uva, independientemente de que sean frescos o fermentados, ensilados o no ensilados. Algunas destilerías realizan también el destilado de los orujos en presencia de vino, para lo cual, en el alambique, además de vino debe haber orujos. En eso se diferencia el orujo del aguardiente de vino llamado “brandy”. En el caso del brandy, en el líquido que se destila no están presentes esos residuos sólidos, llamados “orujos”. Cuando se destilan únicamente los bagazos u hollejos de uva por arrastre de vapor, el alcohol que se obtiene tras este proceso es el llamado aguardiente de orujo, base de todos los licores de orujo que se elaboran después por maceraciones o mezclas con otro tipo de productos. Esa es la diferencia definitoria entre el aguardiente de vino y el aguardiente de orujo.
La bebida llamada orujo no es el aguardiente resultante de destilar vino de garrote, sino el aguardiente resultante de destilar sólo los hollejos de la uva.

### Piqueta
Por piquette entiende Grossman “un vino común y ordinario usado en ciertas partes de Francia”. El Petit Larousse Illustré de 1918 es más preciso y certero y da la siguiente definición de piquette: “Bebida que se obtiene echando agua sobre el orujo de uva. Por extensión, mal vino”. Piqueta es palabra usual en la terminología del vino, pero no aparece en el diccionario de la Real Academia Española. El reglamento comunitario, por el que se establece la organización común del mercado vitivinícola, considera piqueta a efectos legales el producto obtenido: 1.º “mediante la fermentación de orujos frescos de uva macerados en agua” y 2º “por agotamiento con agua de orujos de uva fermentada”. La piqueta es un vino; no un aguardiente. Para obtener orujo de piqueta, es preciso destilar la piqueta en presencia de orujos.
Por “caldo de pozo” se entiende el líquido residual de los orujos almacenados. El diccionario de la Real Academia por “vinaza” entiende “especie de vino que se saca a lo último de los posos y de las heces”. Al respecto conviene prestar atención a la distinción entre “vinaza” y “vinazas”.Con la vinaza también se puede obtener aguardiente de orujo, siempre que la destilación vaya acompañada de orujos presentes en la caldera.
No se debe caer en el error —frecuente incluso en los diccionarios sobre bebidas alcohólicas— de entender que el aguardiente de orujo está hecho con aguapié, con piqueta, con lías y con todo tipo de residuos. Cosa distinta es que las legislaciones permitan vender como orujo el aguardiente de orujo provenientes de lías, caldos de pozo, orujos ensilados, etc. También es frecuente que las legislaciones permitan una mayor cantidad de metanol en el aguardiente de orujo que en los aguardientes de vino. Sin ir más lejos, el reglamento comunitario 110/2008 establece para el orujo un contenido máximo del metanol de 1 000 g/hl de alcohol a 100 % vol. En cambio, para los aguardientes de vino establece un contenido máximo de metanol de 200 g/hl de alcohol a 100 % vol. Pero en ocasiones el orujo está hecho con vino de yema y contiene muy poco metanol. Lo que es definitorio del aguardiente de orujo es que la destilación se lleve a cabo en presencia de orujos; pero no que el vino utilizado sea de mala calidad o que contenga alcoholes tóxicos.

## Materia prima
Quien cultiva uvas puede dedicarlas a producir vino o aguardiente. La tendencia natural es producir vino, brandy u orujo, según lo que se acepte mejor en el mercado, pues la materia prima —la uva— es la misma. En las explotaciones agrícolas familiares se adopta el siguiente criterio: se prensa levemente la uva, y ese leve prensado produce buen mosto, con el que se elabora muy buen vino con buena aceptación. Ese primer prensado puede efectuarse a una presión de un kilogramo por centímetro cuadrado, que representa el setenta por ciento del mosto extraíble. Pero esa uva ya exprimida todavía es útil. Con otro prensado a una presión de 4 kilos se obtiene otro quince por ciento, que todavía vale para beber como vino. Todavía puede prensarse más aún, hasta llegar a hacer un aguapié, o bien un vino de quema, destinado al alambique para usos industriales. Con ese vino de quema, sin embargo, puede hacerse asimismo un aguardiente de orujo. La ley española 25/1970 de 2 de diciembre todavía encuadraba el aguardiente de orujo entre los subproductos de la uva. Pero a veces no es tal subproducto.

### Grappa
En Italia se descubrió un excelente mercado para la “grappa” —es decir, el aguardiente de orujo—, con tal de que estuviese elaborado con materiales de buena calidad: buen vino de yema y casca de primera calidad también. La acogida de ese producto fue excelente. Para redimir el orujo de su fama de subproducto barato se procuró cuidar mucho la presentación en envases de vidrio muy elegantes. Se eliminó totalmente la parte leñosa. No hay que olvidar que “grappa”, aparte de la bebida, significa raspajo, es decir, la parte leñosa del racimo. Lo que se convirtió en subproducto fue el posible vino de mesa resultante, después de haber destinado el vino de yema a la producción de aguardiente de orujo.
Actualmente los aguardientes de orujo son presentados con frecuencia como mono-varietales, indicando el viduño con el que están hechos: grappa di moscato, grappa di lambrusco, de godello, etc. Con razón la legislación comunitaria, tras imponer unos requisitos comunes a todos los aguardientes de orujo de la Unión Europea, estableció en su día que sólo los italianos pueden llevar la denominación de venta “grappa”. Tras el éxito de las “grappe” en muchos países, comenzaron a lanzarse al mercado aguardientes de orujo. Moët & Chandon vende con éxito un “marc de Champagne” muy cuidado y digestivo. En Galicia el orujo o “augardente” dejó de ser una bebida encomendada preferentemente a unos destiladores ambulantes llamados “poteiros”, para mejorar tanto la materia prima como la destilación, obteniendo denominaciones comunitarias como “Indicación Xeográfica Protexida Orujo de Galicia".
Existen una serie de bebidas de alta graduación a veces llamadas “alcoholes blancos”, es decir, trasparentes. El ron puede ser blanco o envejecido. Pero el aguardiente de vino no envejecido y por tanto cristalino, llamado holandas, dejó de tener su puesto en el mercado como bebida usual. Las holandas son un aguardiente de vino no envejecido, a diferencia de los que sucede con el brandy. La afición por el aguardiente de vino envejecido y marrón desplazó casi por completo el mercado del aguardiente blanco de vino. Con el aguardiente de orujo resurge como bebida usual el aguardiente joven y cristalino. En realidad —no hay que engañarse— la presencia de orujo en el destilado es poco menos que simbólica. No obstante, alguna vez los orujos también son envejecidos en barrica de roble, con lo que adquieren unas características similares a las del brandy. Tal sucede con la "grappa invecchiata", orujo envejecido, de color marrón claro. Si lo que se destila es un buen vino casi sin presencia de orujos, el resultado es lo que podríamos llamar un brandy blanco, si no se le ha dejado envejecer.

## Aguardientes de orujo compuestos
Además del aguardiente simple de orujo -el más emblemático es la grappa, del que hasta ahora hemos tratado-, el aguardiente de orujo es muy utilizado para la elaboración de aguardientes compuestos: orujo de hierbas, orujo anisado, orujo a las guindas, etc. Se suele elegir para esos aguardientes compuestos un orujo muy rectificado y, por tanto, con poco deje de orujo. El aguardiente de orujo, lo mismo que el vodka, es muy usado como base alcohólica de licores caseros. Existen múltiples recetas, fáciles de encontrar. Suelen estar bastante edulcorados. Y según gustos se les añade o no canela.
Sobresalen entre los orujos compuestos los de yerbas, como el “Kalper”, catalán, o el “taki taki rumba”, gallego y otras muchas más marcas comerciales. Fuera de España, en Turquía, muchos raki consisten en un aguardiente de orujo anisado. Los orujos anisados también son frecuentes en América del Sur.
El mencionado reglamento comunitario 110/2008 considera que la denominación de venta “orujo” está reservada a las bebidas obtenidas con los hollejos de la uva. Con el resto de los hollejos lo que se obtiene como denominación de venta es el “aguardiente de hollejo de fruta”. Es posible destilar sidra en presencia de hollejos de uva y cosas parecidas; pero ni las leyes se ocupan de esa posibilidad, ni las personas la ponen en práctica.

## El aguardiente de orujo en el mundo
Un buen criterio para adentrarse en el mundo de los aguardientes de orujo consiste en agruparlos en razón de la palabra vernácula utilizada para designarlos, indicando el país de procedencia: “orujo” para España y países de habla española; “bagaceira” para Portugal y países de habla portuguesa; “marc” para Francia y países de habla francesa o inglesa; “grappa” para Italia; tsikoudia y tsipouro para Grecia; zivania para Chipre; törkölypálinka para Hungría, etc.

## El orujo en España

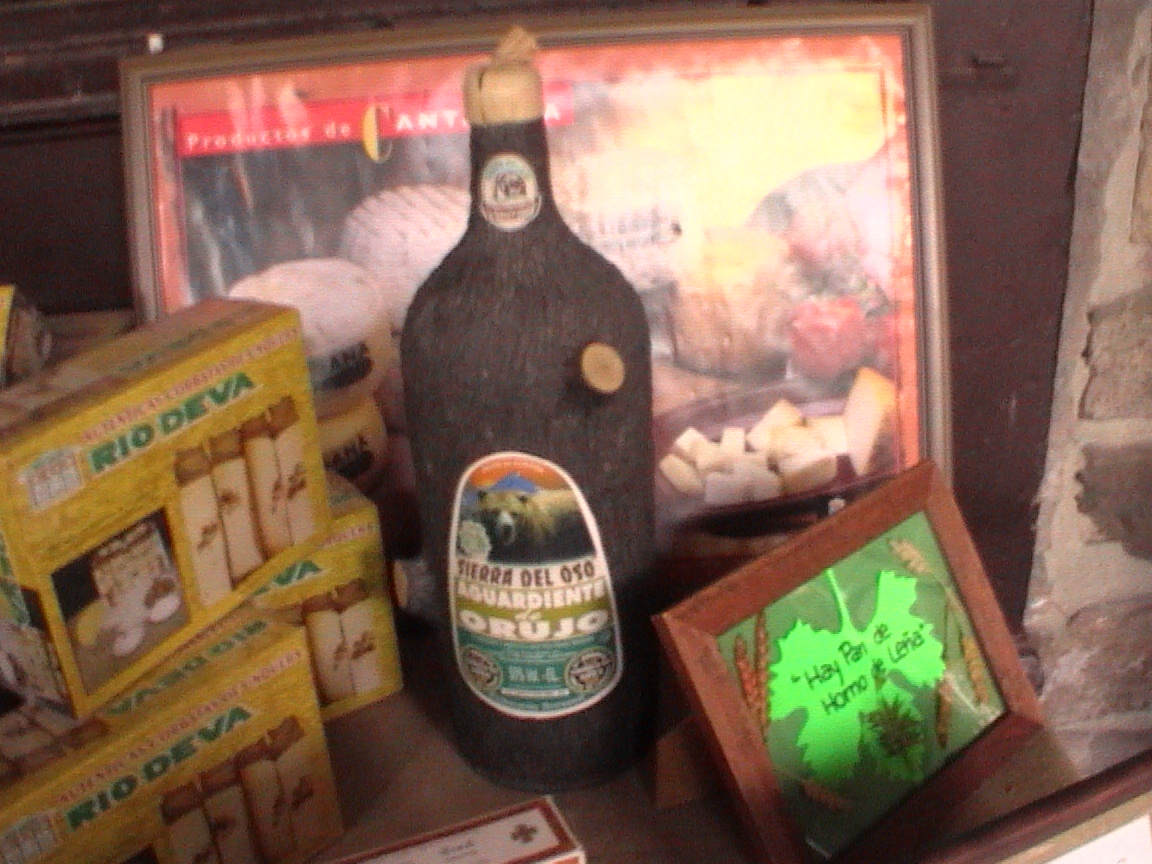
Una botella, tocho de orujo cántabro de la casa 'Sierra del Oso'.

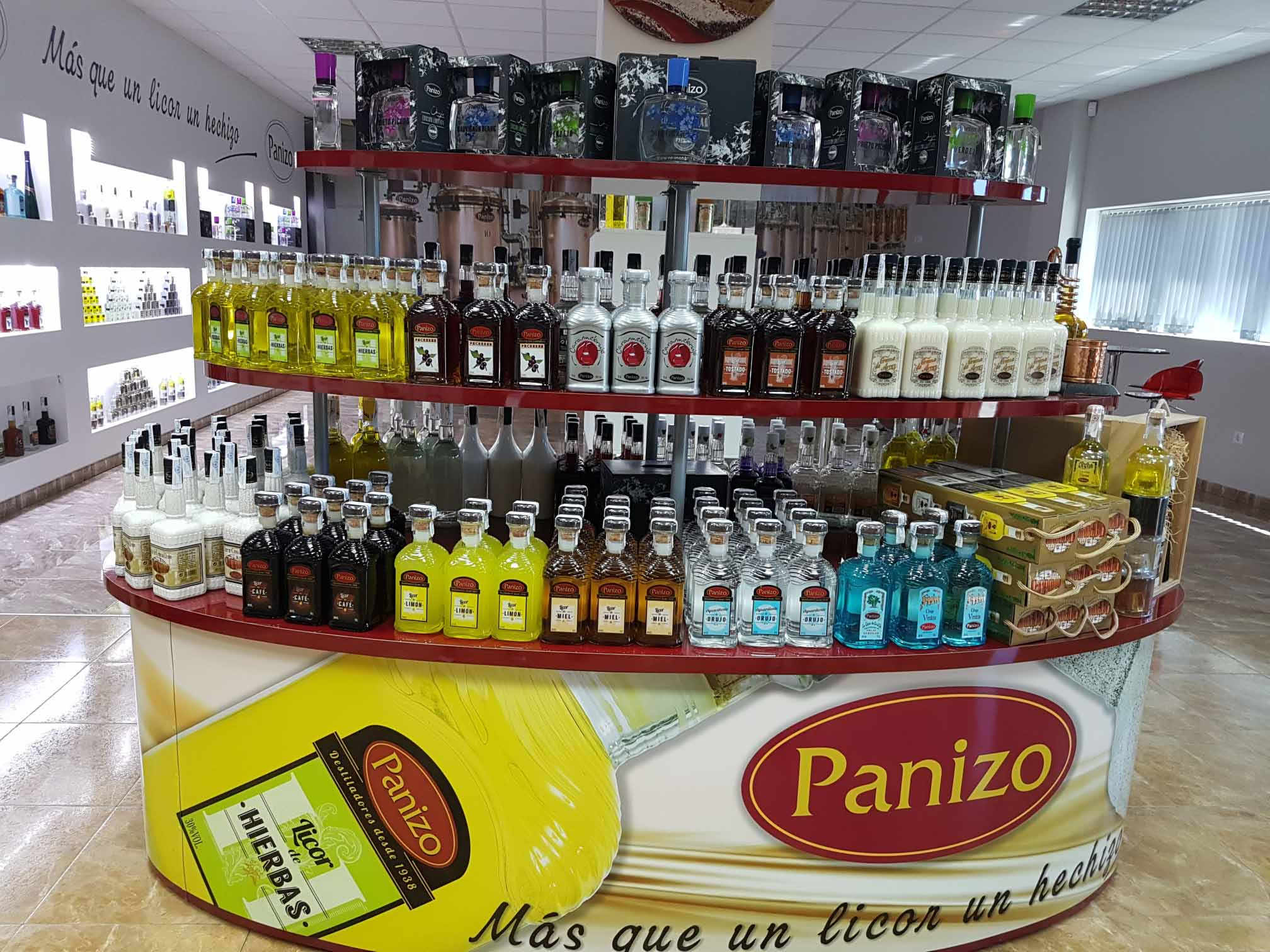
Gama de licores de orujo

Es una bebida muy popular en Cantabria, cuyos orígenes se remontan al siglo XIV en el Valle de Liébana. En los tiempos recientes hay dos momentos claramente diferenciados, antes y después de la intervención de Hacienda. Antes de que Hacienda exigiese el etiquetado de los licores, la producción era totalmente familiar y el consumo, en consecuencia, mucho más limitado, prácticamente no se vendía una botella de orujo fuera del valle lebaniego. Posteriormente, una vez que Hacienda comenzó a cobrar los impuestos correspondientes, desaparecieron casi en su totalidad los pequeños productores, cuyo hueco ocuparon empresas que se dedicaban explícitamente a la producción de orujo; sin embargo, aún se produce de forma familiar, para consumo propio. Actualmente se ha convertido en una bebida festiva común en Cantabria, además de contar con unas jornadas en las que se celebra anualmente el Día del Orujo, con una afluencia masiva.
Esta bebida es muy popular por las zonas del norte de  España y en Galicia goza de una gran tradición por lo que se produce y distribuye a nivel comercial bajo la denominación específica Orujo de Galicia a la vez que se produce de forma artesanal para autoconsumo.
Cuenta con numerosas variantes: aguardiente blanco, aguardiente crema (crema de orujo) y el aguardiente de hierbas o aguardiente con café (licor de café o licor café), los llamados "té de los puertos" o "café de los puertos" (pasos de montaña) por los cazadores y pastores de montaña, y otros menos conocidos que estos.
El orujo también es una bebida que se produce en la provincia de León, donde destaca la producción de El Bierzo, y en la de Zamora, especialmente en la comarca montañosa de Sanabria. 
Igualmente se produce en zonas serranas de Andalucía, como la Sierra de Segura, sobre todo en la aldea jienense de Vites (Santiago-Pontones).